# 梁达山
梁达山（1914年—1978年），男，汉族，江西瑞金人，中华人民共和国政治人物，曾任江西省计划委员会副主任，江西省政协副主席。